# Thomas Wright
Thomas Wright (22 de setembro de 1711 – 25 de fevereiro de 1786) foi um astrônomo, matemático, fabricante de instrumentos, arquiteto e projetista de jardins inglês. Ele foi o primeiro a descrever a forma da Via Láctea e a especular que as nebulosas fracas são galáxias distantes.

## Primeiros anos

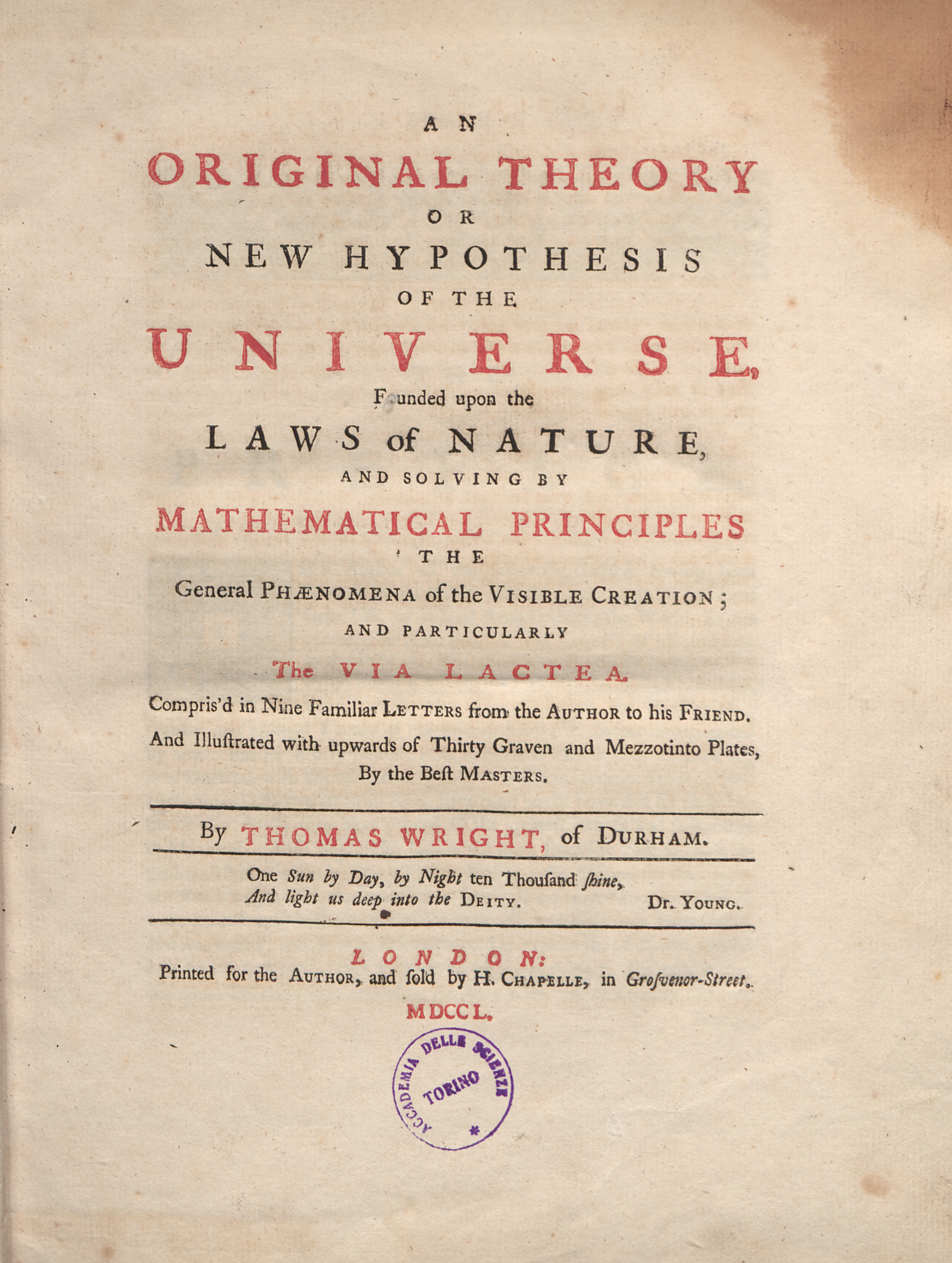
Uma Teoria Original ou Nova Hipótese do Universo

Wright nasceu no condado de Durham, sendo o terceiro filho de John e Margaret Wright. Seu pai era um carpinteiro. Ele foi educado em casa porque sofria de distúrbio da fala, e depois na Academia Rei Jaime I. Em 1725, começou como aprendiz de fabricante de relógios de Bryan Stobart em Bishop Auckland, continuando a estudar por conta própria. Ele também fez cursos de matemática e navegação em uma escola livre na paróquia de Gateshead, fundada pelo Dr. Theophilus Pickering. Depois, foi para Londres para estudar a fabricação de instrumentos matemáticos com Heath e Sisson e fez uma viagem marítima experimental para Amsterdam. Em 1730, montou uma escola em Sunderland, onde ensinava matemática e navegação. Posteriormente voltou para Londres para trabalhar em vários projetos para os seus ricos patrões, após o que retornou para Durham e construiu um pequeno observatório em Westerton.

## Astronomia
A publicação de Wright Uma Teoria Original ou Nova Hipótese do Universo (1750) explicou a aparência da Via Láctea como “um efeito óptico devido à nossa imersão no que se aproxima de um camada plana de estrelas.”: "...as estrelas não estão infinitamente dispersas e distribuídas de maneira promíscua por todo o espaço, sem ordem ou projeto,... este fenômeno não é mais do que um certo efeito originado da situação do observador,... Para um espectador colocado em um espaço indefinido,... a Via Láctea é um vasto anel de estrelas... 

Sua ideia foi tomada e elaborada por Immanuel Kant no seu História Natural Universal e Teoria dos Céus. Outra de suas ideias, que também é frequentemente atribuída a Kant, era de que muitas nebulosas fracas são na realidade galáxias incrivelmente distantes.  Em suas cartas, Wright enfatizou a enormidade do universo e a tranquilidade da eternidade:
Nesta grande Criação Celestial, a Catástrofe de um Mundo, como o nosso, ou mesmo a Dissolução total de um Sistema de Mundos, pode possivelmente não ser mais para o grande Autor da Natureza, do que o Acidente mais comum na Vida conosco, e com toda a Probabilidade, tais Dias do Juízo Final e comuns podem ser tão frequentes lá, como até mesmo Dias de Nascimento ou Mortalidade conosco nesta Terra...
[...]
Tal Prótese dificilmente pode ser chamada de menos que uma Revelação ocular, não apenas nos mostrando como é razoável esperar uma Vida futura, mas por assim dizer, apontando-nos o Negócio de uma Eternidade, e o que podemos com a maior confiança esperar da Providência eterna, dignificando nossas Naturezas com algo análogo ao Conhecimento que atribuímos aos Anjos;  De onde devemos desprezar todas as vicissitudes da fortuna adversa, que transforma tantos de mentes limitadas em miseráveis mortais.